# Gare de Cerizay
La gare de Cerizay est une gare ferroviaire française de la ligne des Sables-d'Olonne à Tours, située sur le territoire de la commune de Cerizay, dans le département des Deux-Sèvres, en région Nouvelle-Aquitaine.
C'est une halte ferroviaire de la Société nationale des chemins de fer français (SNCF), desservie par des trains TER Pays de la Loire.

## Situation ferroviaire
Établie à 173 mètres d'altitude, la gare de Cerizay est située au point kilométrique (PK) 107,926 de la ligne des Sables-d'Olonne à Tours, entre les gares ouvertes de Pouzauges et de Bressuire. Elle est séparée de Pouzauges par la gare fermée de Saint-Mesmin-le-Vieux.
À quelques kilomètres (PK 116,3) en direction de Bressuire, est implanté de site de Clazay, embranchement particulier du groupe Heuliez, qui permettait le chargement de dizaines de wagons porte-voitures. Ce site est désormais neutralisé.

## Histoire
Le 20 mai 1869 la décision est prise d'installer une station intermédiaire à « Cerizay » pour la ligne de Napoléon-Vendée à Bressuire.
La gare ne possède plus d'équipement de sécurité. Les quelques voies de services utilisées jusqu'au milieu des années 90 par Heuliez, essentiellement des ferrailles et chutes métalliques, ont été déposées[réf. nécessaire]. Elle est alors devenue un simple arrêt non géré (sans personnel), le bâtiment voyageurs n'étant plus accessible.

## Service des voyageurs

### Accueil
Halte SNCF, c'est un point d'arrêt non géré (PANG) à accès libre.

### Desserte

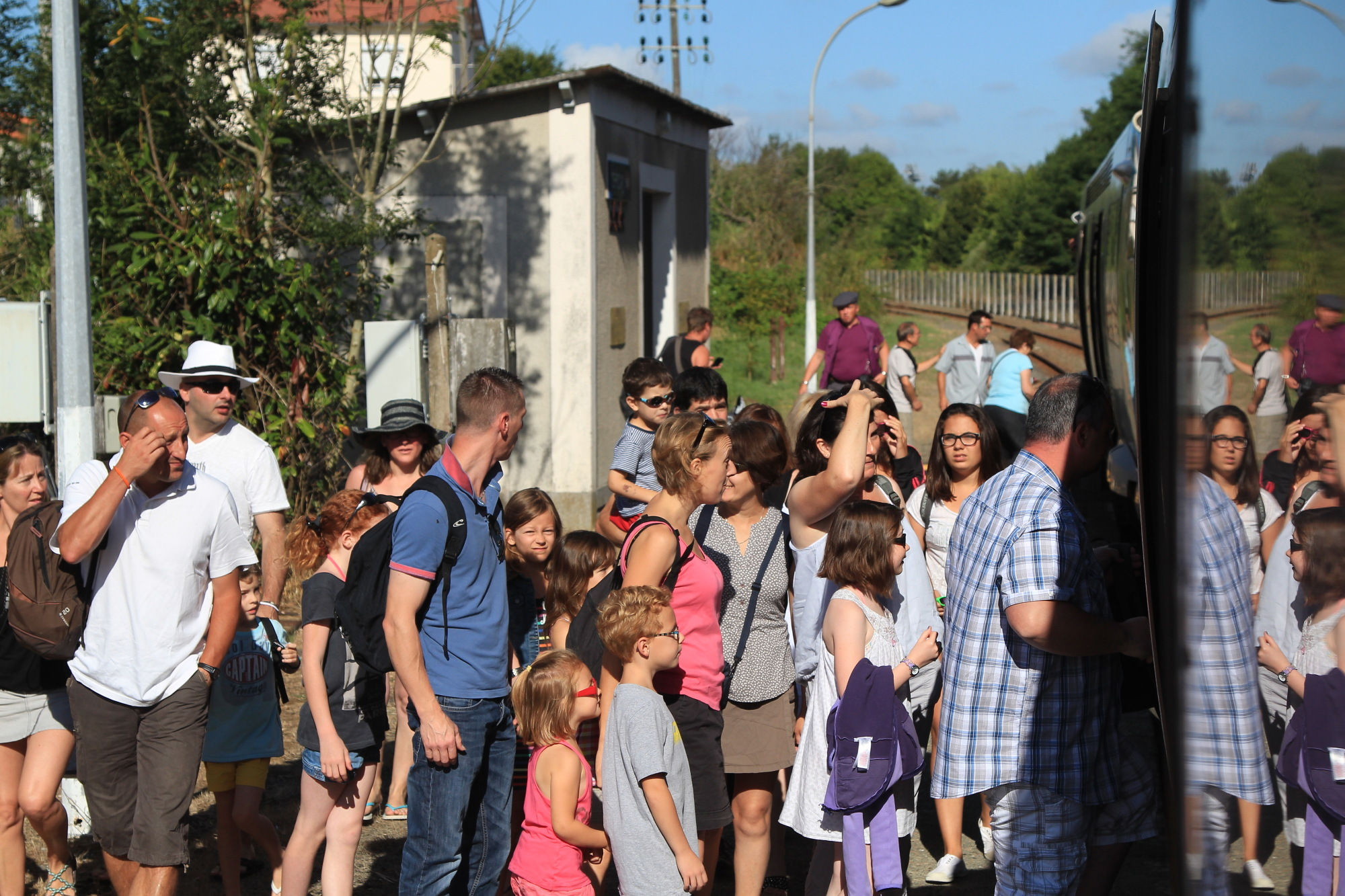
Affluence lors de l’arrêt en gare du train des plages circulant entre Saumur et Les Sables-d'Olonne.

Cerizay est desservie par des trains TER Pays de la Loire (bien que située en région Nouvelle-Aquitaine) : un aller-retour La Roche-sur-Yon - Tours via Saumur en semaine de septembre à juin et le train des plages circulant entre Les Sables-d'Olonne et Saumur (samedis, dimanches et fêtes en mai, juin et septembre, tous les jours en juillet et août).
La création du train des plages en 2013, offre à la modeste gare une animation qu’elle n’avait plus connue depuis longtemps.